# American Methods
American Methods è un film muto del 1917 diretto da Frank Lloyd.  La sceneggiatura si basa sul romanzo Le Maître de Forges di Georges Ohnet pubblicato in Francia nel 1882. Ohnet aveva adattato il suo romanzo per il palcoscenico con un lavoro teatrale che era andato in scena a Parigi nel 1883.

## Trama
Di origini francesi, William Armstrong eredita una miniera di ferro in Francia. Accompagnato dalla sorella Betty, si imbarca per l'Europa, dove si reca per prendersi cura dei suoi affari. Claire, la figlia del marchese de Beaulieu, vive nel villaggio insieme alla madre e al fratello Octave, fidanzata a Gaston de Bligny, un aristocratico povero in canna.
Quando Gaston scopre che i de Beaulieu hanno perso tutta la loro fortuna, non perde tempo: rompe il fidanzamento con Claire e sposa Marie Moulinet, la figlia di un ricco imprenditore, che è innamorata di lui. Claire, allora, accetta di sposare William che, sin dal primo momento, aveva perso la testa per lei. Betty, dal canto suo, è corteggiata da Octave. Gaston, però, non lascia tranquilla Claire: benché sposato a un'altra, le dichiara il suo amore e i due vengono sorpresi in una situazione imbarazzante da William. Gaston, infuriato, punta una pistola contro William che però riesce a volgere l'arma contro l'altro che resta ucciso. Claire, adesso si rende conto dei veri sentimenti del marito per lei e, pentita, gli chiede perdono per la sua superficialità.

## Produzione
Il film fu prodotto dalla Fox Film Corporation.

## Distribuzione
Distribuito dalla Fox Film Corporation, il film uscì nelle sale cinematografiche USA il 30 aprile 1917. Il 22 dicembre 1919, venne distribuito anche in Danimarca con il titolo Paa amerikansk Manér.